# Al-Nasr Sports Club
Al-Nasr Sports Club (árabe: النصر) é um clube de futebol dos Emirados Árabes Unidos, cuja sede localiza-se em Al-Nasr, Dubai. A equipe disputa atualmente a UAE Pro League, a primeira divisão do país. O Al-Nasr, que pode ser traduzido literalmente como "Vitória" em árabe, foi fundado em 1945 e é considerado o mais antigo clube dos Emirados Árabes Unidos. A equipe manda seus jogos no Al-Maktoum Stadium com capacidade para 15. 058 pessoas.       

## História
A era pré-UAE League (1945-1973)

O Al Nasr foi fundado por um grupo de jovens de Al Ghubaiba em 1945, ainda com o nome de Al Ahli, tornando-se o primeiro clube de futebol da história dos EAU. A equipe jogou suas partidas em um terreno vazio próximo a uma escola por três anos, até 1948, quando finalmente decidiram estabelecer regras modernas do futebol no país. 
Em 1951, o sheikh Rashid bin Saeed Al Maktoum escolheu como sede um café, que ficava ao lado do mercado de peixes. O café tinha um espaço para alugar e o clube então o alugou e lá eram feitas os encontros e reuniões do clube. 
Posteriormente, o clube mudou sua sede para Al Shindagha, no centro de Dubai. Durante todo este tempo, o clube chamava-se Al Ahli. Isto durou até os anos 1960, quando a equipe viajou ao Catar para enfrentar o Al Ahli local e perdeu. Após esta derrota, os jogadores propuseram a alteração do nome do clube para Al Nasr, desde então passando este a ser o nome oficial. 
O clube decidiu então mudar sua sede para um imóvel maior em Al Shindagha e convidou o sheikh Zayed bin Sultan Al Nahyan para conhecer suas novas instalações. 
Atualmente, além do futebol, o Al-Nasr possui equipes de volei, basquete, caratê, atletismo e tênis de mesa, entre outras modalidades esportivas.

## Títulos

### Nacionais
- Campeonato dos Emirados Árabes: 3 (1977-78, 1978-79, 1985-86)

- Copa dos Emirados Árabes: 4 (1984-85, 1985-86, 1988-89 e 2014-15)

- Copa do Vice-Presidente: 3 (1996, 2000 e 2002)
- EAU Super Copa: 2 (1989 e 1995)
- Etisalat Emirates Cup: 1 (2015)

### Outros
- Copa do Golfo: 1 (2014)

## Elenco
- Atualizado em 22 de janeiro de 2021.

Legenda
- : Capitão
- : Jogador suspenso
- : Jogador lesionado

## Futebolistas famosos
| - Andrés Guglielminpietro - Renato Abreu - Thiago Morilha - Carlos Tenorio - Otilino Tenorio - Khodadad Azizi - Karim Bagheri - Arash Borhani - Reza Enayati | - Ebrahim Ghasempour - Sattar Hamedani - Mehrzad Madanchi - Farhad Majidi - Mohammad Nosrati - Hussein Alaa Hussein - Mamam Cherif Touré - Mohamed Omar |

## Treinadores famosos
| - Luka Bonačić (2007-09) - Reiner Hollmann (1999-2004 & 2006) - Artur Jorge (2000-2001 & 2006) - Mariano Barreto (2005) - Eduard Geyer (2005) | - Frank Pagelsdorf (2004-2005) - Hagen Reeck (2004) - Jean Fernandez (1994-1997) - Jean-Michel Cavalli (1993-1994) - Joel Santana (1991) |